# Revistyeváralja
Koordináták: é. sz. 48° 31′ 14″, k. h. 18° 43′ 32″48.520556°N 18.725556°E
Revistyeváralja (szlovákul Revištské Podzámčie) Zsarnóca településrésze Szlovákiában, a Besztercebányai kerület Zsarnócai járásában.

## Fekvése
Zsarnócától 4 km-re északra fekszik, a városhoz tartozik.

## Története
Revistye földjét egy Esztergomban kelt 1228-as oklevél említi először "terra Ryvcha" alakban.
Várát a Miskolc nembeli Bés pohárnokmester, vagy ennek unokatestvérei, a Vezekényi család ősei építtették a 13. század második felében. A várat 1331-ben említik először, amikor már királyi vár. 1442 körül Giskra cseh zsoldosai foglalták el. 1479-től a Dóczyaké lett, akik olyan gazdagsággal rendelkeztek, hogy még a bányavárosokkal is rivalizáltak. Ebben az időben alakult ki a 22 hektáros halastó, mely a halászat mellett számos madárfaj kedvelt fészekrakó helye lett.
A 17. században a Lippaiaké, majd a selmecbányai kamarához tartozva a kincstáré volt. 1677-ben német őrséget raktak bele, de miután Körmöcbányát a császáriak feladták az őrség megszökött, így Thökölyé lett. Ekkor a vár teljesen kiégett, de a kamara helyreállíttatta. A 18. században még lakták, de 1792-ben egy villámcsapás következtében újra leégett és ezután magára hagyták, azóta pusztul.
Vályi András szerint "Revistye-Várallya. Tót falu Bars Várm. földes Ura a’ Selmetzi Kamara, lakosai külömbfélék, fekszik Zsarnóczhoz nem meszsze, mellynek filiája; határja középszerű, makk termő erdeje van, legelője elég, keresettyek a’ Bánya Városokban."
Fényes Elek szerint "Revistye, tót falu, Bars vmegyében, a Garan mellett, a régi revistyei várhegy tövében: 250 kath. lak. Feje egy kamarai uradalomnak. Ut. p. Selmecz."
1910-ben a falunak 242 szlovák lakosa volt. A trianoni békeszerződésig Bars vármegye Garamszentkereszti járásához tartozott.

## Nevezetességei
A falutól északra, a Garam partján emelkedő 314 m magas hegyen állnak Revistye (Ricse) várának romjai. Falai helyenként emeletnyi magasságban állnak. A kétemeletes várnak eredetileg négy tornya volt. Falai a korabeli források szerint a Garamig nyúltak le.

## Képgaléria

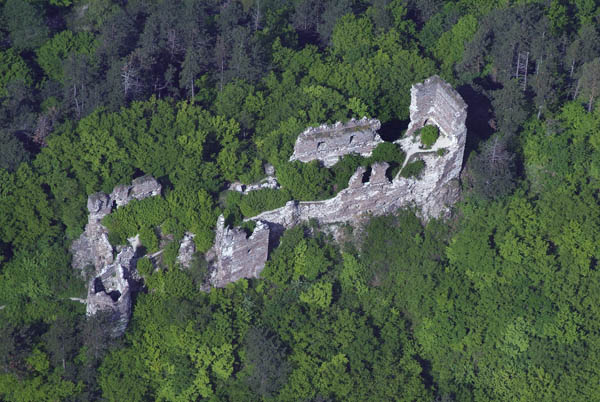
A vár légifotója
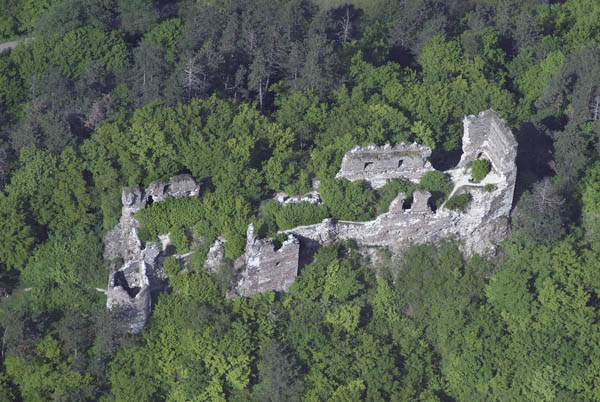
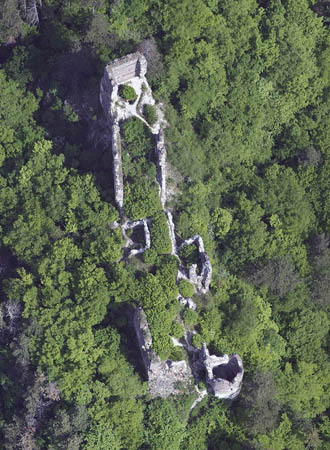

## Külső hivatkozások
- Tourist-channel.sk
- Szlovákul a várról
- Revistye a Várak honlapon